# Лобановський Валерій Васильович
Вале́рій Васи́льович Лобано́вський (6 січня 1939 , Київ  — 13 травня 2002 , Запоріжжя ) — видатний український футболіст та футбольний тренер. Багаторічний наставник «Динамо» (Київ) (1973—1982, 1984—1990, 1996—2002), на чолі якого двічі вигравав Кубок володарів кубків УЄФА. Тричі був наставником збірної СРСР, з якою став віцечемпіоном Європи 1988 року. Тренер збірної України у 2000—2001 роках. Один з найтитулованіших тренерів в історії світового футболу. Найтитулованіший футбольний тренер 20-го століття за оцінкою англійського видання «FourFourTwo» (30 трофеїв). Майстер спорту СРСР, заслужений тренер СРСР та України. Нагороджений радянськими орденами «Знак Пошани» і Трудового Червоного Прапора. Заслужений тренер СРСР та України. Нагороджений орденом «За заслуги» ІІ ступеня, Герой України (2002 р., посмертно).

## Юність та ігрова кар'єра
Народився 6 січня 1939 року у Києві в сім'ї робітника. Батько Василь Михайлович Лобановський працював на заводі, мати Олександра Максимівна Бойченко — домогосподарка. Рідний дядько Лобановського по матері — український письменник Олександр Бойченко. Під час війни родина перебувала в окупованому Києві, проживали в Голосієві.

### Освіта
Навчався у київській школі № 319 (нині проспект Валерія Лобановського, 146). Зараз там встановлено меморіальну дошку, а сам навчальний заклад названо іменем Лобановського. Закінчив школу зі срібною медаллю. У 1956 році вступив до Київського політехнічного інституту, де з частими перервами, академвідпустками і поновленнями вчився до 1964 року, коли сам написав прохання про відрахування з ВНЗ. Потім таки здобув вищу освіту — в Одеському політехнічному інституті. Незвичним залишається факт, що такий видатний тренер не мав вищої фізкультурної освіти.

### Кар'єра гравця

Якщо воротар відкривав ближній кут, Лобановський підкручував м'яч просто у ворота

Якщо воротар зміщувався надто близько до передньої штанги, Лобановський підрізав м'яч на дальню, де гол забивав Олег Базилевич

Вихованець футбольної школи № 1 (від 1952 року) та футбольної школи молоді (ФШМ) у Києві (від 1955 року). Перший тренер — Микола Чайка.
1957 року 18-річного нападника запросили до дубля «Динамо» (Київ). Після певного періоду гри за дублерів дебютував у чемпіонаті Радянського Союзу 29 травня 1959 року у матчі з ЦСК МО. Лобановський прославився вмінням надзвичайно точно подавати підкручені м'ячі з кутових та штрафних ударів (т. зв. «сухий лист») — часто після різаних передач Лобановського м'яч влітав у ворота безпосередньо з кутового. На тренуваннях відпрацьовував удари такого типу, використовуючи фізичний ефект Магнуса і власні математичні підрахунки. Його порівнювали з таким видатним тогочасним майстром виконання цього технічного елемента, як бразилець Діді — чемпіон світу 1958, що саме на цьому турнірі зразково виконував підкручені і «різані» паси та удари. Партнери відзначали нестандартне мислення Валерія на футбольному полі, вміння застосовувати дриблінг, що було незвичним для таких високих (187 см) гравців. Часто його стрімкі проходи лівим краєм поля завершувалися точною передачею у середню частину поля. Володів цілою низкою фінтів та обманних рухів. Добре грав головою у повітрі.
Від сезону 1960 року став повноцінним футболістом основного складу. Переважно діяв на лівому фланзі нападу, де прекрасно зігрався з Валентином Трояновським. Того року Лобановський став найкращим бомбардиром клубу, забивши 13 голів. У сезоні 1961 року «Динамо» (Київ) увійшло до історії, ставши першою командою-чемпіоном не з Москви, а нападник Лобановський провів у чемпіонаті 10 голів.
Валерія Лобановського запрошували і до збірної СРСР, але тоді у Радянському Союзі було дуже багато лівих нападників найвищого рівня (Михайло Месхі, Анатолій Ільїн, Галімзян Хусаїнов), тому киянин зіграв тільки 2 матчі (проти Австрії (1960) та Польщі (1961)). Провів дві офіційні гри за олімпійську команду СРСР, проти Фінляндії (1963), де був капітаном і діяв на місці центрального нападника. Завершував ігрову кар'єру в одеському «Чорноморці» (1965—1966) та донецькому «Шахтарі» (1967—1968, де у 1968 році був капітаном команди).
Всього як гравець Валерій Лобановський провів 253 матчі у чемпіонатах СРСР у найвищій лізі і забив 71 гол (у київському «Динамо» — відповідно 144 матчі і 42 голи, в одеському «Чорноморці» — 59 і 15, у донецькому «Шахтарі» — 50 і 14).

## Тренерська робота

### «Дніпро» (1968—1973)
Валерій Лобановський досить швидко закінчив професіональні виступи як футболіст і перейшов на тренерську роботу. Першою командою для 29-річного наставника став дніпропетровський «Дніпро», де він почав працювати 16 жовтня 1968 року. Уперше, як тренер, вивів команду 30 жовтня проти воронезького «Труда», за три тури до завершення змагань. Того сезону клуб посів третю позицію у своїй підгрупі другої групи класу «А» (друга група класу «А» — тодішня назва першої ліги). А в наступному 1969 році фінішував першим в українській підгрупі (22 учасники) і став другим у фінальній пульці, також «Дніпро» став фіналістом турніру «Пролісок».
1970 року створено першу союзну лігу, куди увійшов «Дніпро» і посів третє місце, поступившись «Карпатам» 1 очком, а «Кайрату» — за різницею м'ячів. В червні 1970 В. Лобановський разом із групою спеціалістів відвідав світовий чемпіонат у Мексиці. У 1971 «Дніпро» здобув 1 місце і вийшов до вищої ліги, а Лобановський став заслуженим тренером УРСР. Команда не була «зірковою», але мала у складі класних виконавців (воротар Леонід Колтун, півзахисники Роман Шнейдерман, Анатолій Пилипчук, Станіслав Євсєєнко та нападники Віктор Романюк і колишній гравець «Динамо» й «Чорноморця» Валерій Поркуян). У рік дебюту серед найсильніших «Дніпро» під керівництвом Валерія Лобановського зайняло високе, як на новачка, шосте місце, випередивши багато сильних колективів, наприклад, московські «Динамо» та «Спартак».

### Початок роботи у «Динамо» (1973—1974)
Після такої вдалої роботи у Дніпропетровську його запросили очолити київське «Динамо». Валерій Лобановський у жовтні 1973 року змінив на посаді головного тренера Олександра Севідова.
20 жовтня 1973 року у львівській грі проти «Карпат» Лобановський вперше вивів команду «Динамо» на поле у ранзі головного тренера. Основний час закінчився «сухою» нічиєю (0:0), а серію пенальті, яка у тому сезоні була обов'язковою у випадку нічиєї, виграли кияни. Сезон «Динамо» завершило на 2-му місці.
У січні 1974 року до Лобановського приєднався колишній партнер з «Динамо» Олег Базилевич, який після закінчення кар'єри тренував «Шахтар» (Донецьк). Цей тандем пропрацював до кінця 1976 року. Обидва наставники мали рівні права, хоча Базилевич був насамперед видатним теоретиком, а Лобановський організовував тренувальний процес. У 1974 році до штабу також увійшов Анатолій Пузач. Після сезону 1974 року преса характеризувала стиль динамівців під керівництвом нових тренерів не дуже позитивно і критикувала за раціоналізм, небажання грати в атакувальний футбол на виїзді (т. зв. «виїзна модель» — гра від оборони з метою здобуття нічиєї) та за дії на посередніх швидкостях. Але мети досягнуто — у 1974 році кияни виграли чемпіонат і здобули Кубок СРСР.
Сформувався колектив, який міг змагатися з найсильнішими командами Європи. На воротах стояв Євген Рудаков, в обороні грали Стефан Решко, Михайло Фоменко, Володимир Трошкін. В середній лінії діяли, зокрема, Володимир Мунтян, молодий Леонід Буряк, який швидко прогресував, та Володимир Веремєєв. Разом з Олегом Блохіним на вістрі діяв Володимир Онищенко. У традиційний «список 33 найкращих» футболістів СРСР 1974 року увійшли 8 «динамівців», з них аж 7 — під № 1.
Тандем Лобановський—Базилевич розумів, що у сучасному футболі неможливо обійтися без точного розрахунку навантажень на футболістів. «Динамо» почало співпрацювати з Анатолієм Михайловичем Зеленцовим — науковцем із кафедри теорії фізвиховання Київського інституту фізкультури. Зеленцов розробив точну систему розрахунку тренувального процесу, математичне моделювання фізичних навантажень на гравців і згодом очолив наукову лабораторію київського «Динамо», яку в народі назвали «центром Зеленцова».

### Кубок володарів кубків і Суперкубок УЄФА (1975)
1975 року київське «Динамо» здобуло радянському клубному футболові перші в його історії європейські призи — Кубок кубків і Суперкубок УЄФА.
У перших трьох раундах Кубка володарів кубків кияни здолали болгарський ЦСКА, «Айнтрахт» (Франкфурт), де виступав відомий Юрґен Ґрабовскі і турецький «Бурсаспор». Півфінальним суперником «Динамо» став ПСВ (Ейндговен) — чемпіон Голландії 1975 року, у складі якого виступало кілька відомих гравців збірної. Київська гра завершилась розгромом гостей 3:0. У повторній грі динамівці поступилися з мінімальною різницею — 1:2.
У фіналі, що відбувся 14 травня 1975 року у Базелі, команда Лобановського перемогла угорський «Ференцварош» — 3:0. Дубль зробив Володимир Онищенко, один гол забив Олег Блохін. За підсумками турніру, «Динамо» здобуло 8 перемог в 9 матчах, тобто у 88,88 % всіх поєдинків — станом на 2025 рік це другий найкращий показник серед всіх команд-переможниць головних єврокубкових турнірів.
Восени того ж 1975 року двоматч (протистояння із двох матчів) з володарем Кубка європейських чемпіонів німецькою «Баварією» приніс радянським футболістам упевнені «сухі» перемоги 1:0 у Мюнхені та 2:0 у Києві. Динамівці зуміли переграти базовий клуб для чемпіона світу 1974 — збірної Західної Німеччини та мав у своєму складі зірок європейського футболу Зеппа Майєра, Франца Бекенбауера, Ґеорґа Шварценбека і Ґерда Мюллера.
Усі 3 голи у цих іграх провів прудконогий результативний нападник Олег Блохін, якого у кінці року «France Football» визнав найкращим футболістом Європи і вручив «Золотий м'яч» (ще один динамівець — Леонід Буряк поділив у класифікації 23-26 місця). У 1975 році клуб Валерія Лобановського встановив рекорд радянського «списку 33 найкращих»: у переліку опинилося аж 12 киян і 8 з них були під № 1. Футболісти-переможці Кубка володарів кубків отримали найвище спортивне звання — «заслужений майстер спорту СРСР». За підсумками 1975 року Асоціація європейських журналістів (AEJ) визнала Лобановського та Базилевича найкращими спортивними тренерами світу.

### Перший прихід у збірну СРСР і кінець 70-х (1976—1982)
Валерія Васильовича призначили наставником збірної СРСР, яка у попередньому, 1974 році дуже невдало розпочала відбіркові ігри чемпіонату Європи 1976, програвши Ірландії 3:0. Київське «Динамо», чия висока ігрова форма була безсумнівною, стало базовим клубом збірної.
Лобановський був прихильником введення системи «осінь-весна», яка більше підходила для клубу, який виступає у єврокубках. «Динамівці» мусили входити у тренувальний період рано навесні, щоб підготуватися до вирішальних стадій міжнародних клубних турнірів, що закінчувалися саме весною, а радянський чемпіонат стартував лише у квітні. Коли ж радянські команди набирали оптимальну форму (літо-осінь), то єврокубки лише починалися. Замість нової системи футбольні чиновники сезон вирішили поділити 1976 на 2 окремі чемпіонати. Весь календар підкоригували заради інтересів «Динамо» (Київ) та збірної. Лідерам киян дали можливість цілеспрямовано готуватися до завершальних матчів Кубка європейських чемпіонів, чемпіонату Європи і Олімпіади 1976 у Монреалі.
Під тиском керівництва тандем прийняв до команди тренера із фізпідготовки — Марка Годіка з Москви. Тренери були вимушені перенести тренувальні збори, розроблені штабом Динамо, зі збереженням тих самих показників об'єму та інтенсивності занять, в умови середньогір'я, де нижчий атмосферний тиск і менше кисню. Це призвело до розбалансованої підготовки до сезону. Були порушені базові співвідношення аеробних і анаеробних режимів роботи. Гравці важко переносили тренування, у Володимира Онищенка вимір пульсу одного разу показав понад 200 ударів на хвилину.
«Динамо» більшість ігор весняної першості 1976 провело напіврезервним складом — основа киян виступала в складі збірної СРСР та готувалася до важливих єврокубкових поєдинків з «Сент-Етьєном». Французів пройти не вдалося — 2:0 на власному полі, 0:2 після основного часу в гостях і пропущений м'яч на 22-й хв. додаткового часу.
Київський клуб у 1970-х та 1980-х роках мав можливість використовувати потужний «адмінресурс» — палким уболівальником «Динамо» був перший секретар ЦК КПУ Володимир Щербицький. Однією вказівкою чи телефонним дзвінком Щербицький міг викликати до Києва будь-якого гравця з команд усієї УРСР. У всьому Радянському Союзі подібним впливом міг похвалитися хіба ЦСКА (Москва), який вербував талановитих футболістів повістками з військкомату для «проходження» військової служби у клубі.
Турнір у відбірковій групі до чемпіонату Європи радянські футболісти виграли, але у плей-оф фінального раунду поступились майбутнім чемпіонам — Чехословаччині.
Єдиним пріоритетом став олімпійський турнір. У групі збірна грала з командами КНДР і Канади. В обох матчах радянські футболісти легко виграли — з Канадою 2:1, з КНДР 3:0. У чвертьфіналі збірна зустріла іранців. Усе стало ясно після голу Звягінцева, який подвоїв рахунок, і, хоч збірна Ірану в кінці матчу скоротила відставання, на цьому рахунок 2:1 на користь радянських футболістів не змінився. В півфіналі з тим самим рахунком збірна СРСР програла майбутнім чемпіонам — збірній НДР. У матчі за «бронзу» збірна перемогла бразильських олімпійців з рахунком 2:0, що означало перший успіх Лобановського на посаді головного тренера збірної Радянського Союзу. Однак у країні цей результат оцінили як провал, і Лобановський покинув збірну.
Влітку 1976 року у виснаженій команді почалися конфлікти певних футболістів (Мунтяна, Трошкіна і Матвієнка) з тренерами. Після закінчення першості пішов асистент Лобановського Олег Базилевич. Лобановський залишився.
У 1979 році Лобановський був головним тренером збірної УРСР на футбольному турнірі Спартакіади народів СРСР. Українці посіли 3-тє місце, в матчі за бронзу обігравши росіян з рахунком 2:1 (Степан Юрчишин забив двічі).
У сезоні 1978 «динаміки» були другими, у 1979 — третіми. Завершив виступи воротар Євген Рудаков. Гравців «бунтівників» віддали до інших команд (Матвієнка та Трошкіна до «Дніпра», Мунтян догравав у київському СКА). До команди прийшов талановитий швидкий лівий оборонець Анатолій Дем'яненко, в основному складі закріпився універсал Володимир Безсонов, у середній лінії діяли Володимир Верємієв та Леонід Буряк, а в нападі грали Вадим Євтушенко та Олег Блохін, якого ще з 1972 щороку визнають найкращим лівим нападником країни. «Динамо» стало чемпіоном у 1980 та 1981 роках, а керівництво радянського футболу повертає Лобановського на пост наставника збірної у 1982 році (після невиразної гри Радянського Союзу на ЧС-1982).

### Шлях до вершин (1982—1990)

Автограф

Найближчою метою збірної став вихід до фінального турніру чемпіонату Європи 1984. Перед останнім туром СРСР випереджав Португалію на 1 очко і остання гра відбувалася між цими командами у Лісабоні. Команду Лобановського задовольняла навіть нічия, але її не вибороли. Долю матчу вирішив пенальті, реалізований португальцем Жорданом наприкінці 1-го тайму. Валерія Васильовича знову відсторонили від роботи зі збірною.
Тим часом «динамівців» у сезоні 1983 тренував ленінградський фахівець Юрій Морозов. Командній грі бракувало колективної зіграності, частіше траплялися порушення спортивного режиму серед футболістів. 7 місце стало найнижчим від весни 1976 року, коли у чемпіонаті грав напіврезервний склад. У 1984 році Валерія Лобановського повернули до «Динамо». Команда переживала явний спад — багато травмованих, тренери у останніх іграх випускали молодь. 10 позиція та поразка у Кубку СРСР вперше за останні 14 років залишила киян без єврокубків.
Валерій Васильович бачив помилки і знав як можна їх виправити. Колектив підтримав наставника і почав готуватися до нового сезону. З «Динамо» пішов Леонід Буряк, на вістря атаки запросили нападника «Чорноморця» Ігоря Бєланова. Команда дуже сильно почала сезон. «Тільки диво може завадити київським динамівцям не стати чемпіонами», — сказав вже восени 1985-го відомий у минулому футболіст Едуард Стрєльцов. Київська команда здобула «дубль» — виграла і чемпіонат і Кубок СРСР.

#### 1986 рік. Другий Кубок володарів кубків
Навесні 1986 року кияни виграють ще один Кубок кубків — у фіналі турніру підопічні Лобановського розгромили мадридський «Атлетіко» 3:0. Перед чемпіонатом світу 1986 у Мексиці головним тренером збірної втретє призначили Валерія Васильовича Лобановського.
З 11 гравців стартового складу на чемпіонаті світу 8 були представниками «Динамо». Команда у першій же грі не лишила каменя на камені від оборони Угорщини — 6:0, потім зіграла внічию 1:1 з чемпіонами Європи французами. Третій матч збірна провела напіврезервним складом — виграла в аутсайдера Канади з рахунком 2:0. Журналісти називали радянський колектив одним з відкриттів чемпіонату — гостра комбінаційна гра на оптимальних швидкостях і лише 1 пропущений гол за 3 матчі.
1/8 фіналу проти Бельгії ввійшла до історії суддівськими помилками та видовищним додатковим часом. Остаточний рахунок — 3:4 (хет-трик Бєланова) і виліт з турніру. Після Кубка світу британський журнал «World Soccer» назвав «Динамо» другою найкращою командою світу, вона зовсім трохи поступилася переможцю — збірній Аргентини (Аргентина — 14,59 %, «Динамо» (Київ) — 14,55 %, Данія — 8,6 %), а Валерія Лобановського класифікували на 2 позиції серед тренерів, зовсім трохи поступившись бельгійцю Гі Тісу (Гі Тіс — 15,4 %, Лобановський — 14,7 %, Кенні Далгліш — 14,14 %). «Динамо» виграло чемпіонат країни 1986, найкращим футболістом СРСР назвали Олександра Заварова, найкращим футболістом Європи — Ігоря Бєланова.
Гра вихованців Лобановського у єврокубках, чемпіонаті СРСР та Кубку світу підтвердила жартівливий вислів, який був популярний у народі тоді:
| Збірна СРСР — це київське «Динамо», ослаблене гравцями інших клубів |

#### Віцечемпіонство Європи 1988. Виїзд за кордон
Проте вже наступний сезон, 1987, динамівці провело посередньо і закінчили виступи в першості СРСР на 6 місці. Критики ганили наставника киян за недовіру до молодих хлопців, які виступають у молодіжних командах «Динамо» та спробі знов покласти увесь тягар сезону на кільканадцятьох основних досвідчених гравців.
У відбірковому циклі до ЧЄ 1988 Радянський Союз у Парижі на диво впевнено переміг команду одного з лідерів європейського футболу Францію — 2:0. В підсумку радянська команда виграла змагання у відбірковій групі, випередивши французів.
«Срібло» на чемпіонаті Європи 1988 стало найвищим досягненням радянського футболу на рівні збірних з 1972 року. Як і два роки до того (на чемпіонаті світу 1986) Валерій Васильович зробив ставку на перевірених власних гравців. У першій грі радянська команда переграла Голландію — 1:0, потім зіграла внічию з ірландцями і впевнено виграла в Англії — 3:1. Півфінальним суперником команди Лобановського стала сильна збірна Італії, але її обіграли всуху, з рахунком 2:0.
Фінал став повторенням першої гри, бо суперником знов були голландці — зірковий колектив, найсильніший з часів «тотального футболу», показаного раніше на Кубку світу-1974. Найвідоміші виконавці — брати Кумани та тріо Франк Райкаард—Марко ван Бастен—Рууд Гулліт. Після 30 хвилин переваги радянських футболістів гра вирівнялась і рахунок відкрив Гулліт. Другий гол журналісти назвали «фантастичним» і «неповторним» — майже з нульового кута з лівого боку воріт ван Бастен перекинув Ріната Дасаєва. На 59-й хвилині Ігор Беланов не реалізував пенальті, який міг змінити хід зустрічі.
З 11 умовно «основних» (тих, що зіграли більшість ігор) футболістів лише троє не представляли «Динамо» Київ. Решта 8 були гравцями команди зі столиці УРСР. Оборонці Олег Кузнецов та Анатолій Дем'яненко, універсал Василь Рац, футболісти середини поля — Геннадій Литовченко, Олександр Заваров та Олексій Михайличенко і нападники Ігор Бєланов з Олегом Протасовим. В кожному матчі чемпіонату Європи, мінімально 7 гравців «Динамо» виходило в стартовому складі, і 8 гравців київського клубу виходило на поле в кожному поєдинку (з урахуванням замін).
Після здобуття Кубка Радянського Союзу і перемоги у першості 1990 Валерій Лобановський став найтитулованішим тренером часів СРСР: 8 чемпіонських титулів (Борис Аркадьєв та Михайло Якушин виграли по 6) та 6 Кубків СРСР (стільки ж здобув Віктор Маслов).
Лобановський працював у збірній до 1990 року. Ще напередодні італійського чемпіонату світу багаторічний наставник «Динамо» та збірної заявив, що незалежно від результатів команди на турнірі, він відмовиться від подальшої роботи з командами і покине СРСР. Власне, чемпіонат світу 1990 вийшов для амбіційної команди СРСР невдалим  — виліт вже після групового етапу. Тренер отримав досить цікаві запрошення з найкращих клубів Європи, з них найвідоміша — від мадридського «Реалу» та збірної Англії. Однак Лобановський, вирушив на Близький Схід — до ОАЕ та Кувейту, де тренував збірні цих країн.

### Робота в Об'єднаних Арабських Еміратах та Кувейті (1990—1996)
Порадившись з родиною, Валерій Васильович вирішив покинути Радянський Союз і поїхав на Арабський півострів. Разом з ним поїхав асистент Володимир Веремієв.
Там погодився тренувати збірну ОАЕ. Контракт підписав на 2 роки. Робота зі збірною Еміратів зробила його легендою серед арабів. Завдання, яке поставили перед Лобановським — вийти на Кубок Азії 1992 — тренер виконав, а на турнірі посів зі збірною 4-те місце — найкращий результат «збірники» показали лише в наступному розіграші. Однак Лобановський часто конфліктував з футбольним керівництвом країни, яке нерідко втручалося в тренувальний процес та впливало на процес вибору основного складу. В результаті Лобановського відсторонили від роботи зі збірною під кінець 1992 року, не дозволивши вивести команду на Кубок націй Перської затоки.
Дуже швидко надійшла пропозиція з табору сильнішої збірної Кувейту. Лобановському поставили завдання повернути кувейтців до еліти азійського футболу. Виходило це у нього вдало, на Азійських іграх-1994 збірна здобула бронзові медалі (вперше в історії), однак отримавши запрошення від братів Суркісів, які здійснили рейдерське захоплення ФК «Динамо», тренер покинув збірну Кувейту й повернувся до Києва.

### Повернення до «Динамо» (1996—2002)
Восени 1996 року Валерій Васильович Лобановський дав згоду на повернення до «Динамо». Виконувати свої обов'язки тренер почав з 1 січня 1997 року. Тоді у клубі зібралися гравці, які були основою збірної України: Сергій Ребров, Олександр Головко, Владислав Ващук, Дмитро Михайленко, Віталій Косовський і Андрій Шевченко. У 1997 році команда перемогла у чемпіонаті України. У 1998 році кияни зробили «дубль» — чемпіонат + Кубок, а Сергій Ребров поставив рекорд чемпіонатів України — 22 голи за сезон.
У Європі команду особливо запам'ятали завдяки розгромним перемогам у груповому турнірі Ліги чемпіонів УЄФА над легендарною «Барселоною» (3:0 удома і 4:0 на виїзді). Матч на «Камп Ноу» у 2011 році названо найкращим матчем в «новітній» історії українського клубного футболу за версією «Спорт-Експресу». Київський клуб уперше за багато років дійшов так далеко у єврокубках, до 1/4 Ліги чемпіонів, де поступився італійському «Ювентусу» — 1:1 в Італії та 1:4 в Києві (єдиний розгром київського «Динамо» під орудою Лобановського).
На Кубку Співдружності київське «Динамо» показало найкращий результат в історії турніру — 6 перемог з 6, різниця м'ячів 19-0 та здобуття престижного трофея.
Сезон 1998/99 став ще успішнішим, бо кияни не тільки повторили перемоги у першості та Кубку України, а й були за крок до фіналу найпрестижнішого євротурніру. У груповому етапі українці грали з «Арсеналом» (Лондон), французьким «Лансом» і грецьким «Панатінаїкосом», в останньому турі забезпечивши перше місце. Чвертьфінальним суперником став іспанський «Реал Мадрид», чинний володар трофею. В нелегкому матчі у Мадриді кияни добилися вигідної нічиєї 1:1 завдяки комбінації Шовковський—Ребров—Шевченко, чим порушили серію королівського клубу, яка складала 15 переможних матчів в єврокубках. Другу гру «Динамо» впевнено виграло — 2:0 (А. Шевченко — двічі).
У півфіналі «динамівці» зустрічалися з мюнхенською «Баварією». Знову перша гра мала пройти у Києві. 80 000 глядачів на НСК «Олімпійському» вже почали сподіватися на хороший результат (рахунок 3:1 після 50 хв. зустрічі), кияни грали впевнено, але Штефан Еффенберг зробив рахунок 2:3. На останній, 90-й хвилині основного часу Карстен Янкер зумів таки зрівняти рахунок.
|  | За всю мою кар'єру було дві невдачі, які невідомо чому трапились, два абсолютно неймовірних матчі — 3:4 в Мексиці і 3:3 з «Баварією»… |

|  | Та й у матчі-відповіді «Динамо» було кращим — у Шевченка було багато гольових моментів, втім безрезультатно. А гол Маріо Баслера в першому таймі поставив перед киянами непосильне завдання. Так «динамівці» втратили найреальніший шанс виграти найпрестижніший клубний європейський турнір, і минули черговий пік своєї слави. |

22-річного Андрія Шевченка визнали найкращим нападником Ліги чемпіонів 1998/99. Разом з Олександром Шовковським вони були номіновані на «Золотий м'яч» (3-тє та 32-ге місце відповідно). В номінації на «Діамантовий м'яч» (Найкращий футболіст світу) Андрій посів сьоме місце. Також Шевченко став найкращим клубним форвардом сезону за версією УЄФА.
Півфінальний матч киян в Лізі чемпіонів з «Баварією» потрапив до списку 50 найкращих матчів в історії турніру.
В наступному сезоні дорога «Динамо» по Лізі Чемпіонів не мусила скінчитись в другому груповому етапі. Перший груповий етап кияни почали з приголомшливої домашньої поразки від словенського «Марибору» і виїзної поразки від римського «Лаціо», проте потім прийшов двоматч з леверкузенським «Баєром». В Німеччині «Динамо» зіграло внічию 1:1, а в Києві виграло 4:2.
Далі прийшла перемога в Словенії над «Марибором» (1:2) і домашня поразка від «Лаціо» (1:0). Київський клуб набрав 7 очок, але і цього вистачило на друге місце в групі і прохід далі.
В другому груповому етапі команда заграла впевненіше. «Динамо» почало однаковими поразками 2:1 вдома з «Реалом» і на виїзді з «Баварією», проте більше київський клуб в групі не програвав. Двобій з норвезьким «Русенборгом» команда виграла в обох матчах з рахунком 2:1.
Після цього прийшла нічия в Мадриді з «Реалом» (2:2) і домашня перемога над «Баварією» — 2:0. «Динамо» хоч і набрало 10 очок в групі, але мюнхенці набрали на 1 очко більше, а «Реал» випередив киян завдяки кращому показнику в особистих матчах. Саме мадридці із «Баварією» вийшли до чвертьфіналу.
Того сезону в Україні київський клуб втретє підряд здобув золотий «дубль», чим встановив рекорд на пострадянському просторі. Особливо вдало «Динамо» зіграло в чемпіонаті — жодної поразки і лише три нічиї у виїзних матчах з «Кривбасом», «Шахтарем» і «Чорноморцем».
Продаж найкращих гравців в найкращі клуби Європи (Андрій Шевченко та Кахабер Каладзе в італійський «Мілан», Олег Лужний та Сергій Ребров в лондонські «Арсенал» та «Тоттенхем Готспур»), травми провідних гравців Косовського, Гусіна, Кардаша та інших не дозволили «динамівцям» втриматись між топ-командами — два наступні роки «Динамо» зупинилось на стадії першого групового етапу Ліги чемпіонів. Цікавим став матч 2-го туру 2000/01 року, коли перед домашнім матчем з «Манчестер Юнайтед» футболісти київського клубу вирішили постригтися наголо. Той матч «Динамо» зіграло внічию з рахунком 0:0.
Після провального виступу в 2000 році, Лобановський почав заново будувати команду, запросивши до клубу талановитого Олександра Мелащенка, серба Горана Гавранчича, болгарина Георгі Пеєва, румунів Флоріна Черната та Тіберіу Гіоане. В чемпіонаті в «Динамо» з'явився серйозний та амбіційний конкурент — донецький «Шахтар», керований мільярдером Рінатом Ахметовим та підсилений легіонерами з ближнього та далекого зарубіжжя. Вигравши на останніх хвилинах заключний матч чемпіонату з дніпропетровським «Дніпром» (2:1), кияни вдев'яте підряд стали чемпіонами України, лише на 1 очко випередивши «гірників» (64 проти 63).
Суміщення посад головного тренера збірної України та київської команди погано позначилось на результатах «біло-синіх» в Лізі чемпіонів — знову 4 очки та останнє місце в групі. Свій останній матч на турнірі Лобановський виграв в Києві проти португальської «Боавішти» — 1:0 (Мелащенко).
Ця перемога дозволила київському «Динамо» вийти на 30 місце в рейтингу клубів УЄФА 1997—2002 (саме в цей період Метр тренував київську команду), що стало найкращим показником серед команд колишнього Радянського Союзу за цей відрізок часу.
Пішовши з посади головного тренера збірної України, тренер нарешті міг спокійно будувати нову команду «Динамо» — в воротах стояв Віталій Рева, в центрі захисту грали Владислав Ващук та Сергій Федоров (іноді на місці Федорова грав Горан Гавранчич, якого також використовували на місці опорного півзахисника), на флангах — Андрій Несмачний та Тіберіу Гіоане; в середній лінії опорну зону закривав Андрій Гусін, на флангах діяли Сергій Серебренников та Флорін Чернат, котрих могли підмінити Георгі Пеєв та Ласло Боднар; напад формував атакуючий півзахисник Валентин Белькевич та нападники Олександр Мелащенко і Лакі Ідахор (іноді замість одного з них грав Максим Шацьких).
Вже взимку «динамівці» здобули Кубок Співдружності, який в останній раз зібрав по-справжньому найсильніших гравців команд СНД. У фіналі в дуже цікавому матчі кияни обіграли московський «Спартак» — 4:3. Віталій Рева став найкращим воротарем турніру. Навесні під орудою Лобановського кияни зіграли 10 матчів у чемпіонаті та Кубку України, вигравши 8 з них, 2 звівши унічию та жодного разу не програвши, а різниця забитих м'ячів виглядала оптимістично — 24 забиті голи та лише 3 пропущені.

### Збірна України
Ще на зорі створення збірної, в 1992 році, керівники ФФУ відіслали до ОАЕ листа, в якому запрошували Лобановського тренувати збірну. Тренер дав згоду, однак вже за кілька годин до відльоту арабські керівники запропонували йому новий дворічний контракт — 24 тисячі доларів на місяць та нову віллу в Дубаї, від якого Лобановський не міг відмовитися.
Вдруге керівництво українського футболу вирішило спробувати Лобановського у ранзі наставника національної збірної в 2000 році. До цього він обіймав посаду тренера-консультанта збірної (з 1996 року) у Йожефа Сабо, який зайняв у відборі до Євро 2000 2-е місце, але через поразку від Словенії в плей-оф подав у відставку. Пізніше Йожеф Йожефович про це пошкодував: «Я підвів Лобановського. Через мою відставку Валерій мав тренувати дві команди, і це у нього взяло залишок здоров'я». Новому наставникові було важче, адже він не залишив роботи в київському клубі, тому мусив тренувати дві команди одночасно, хоч такий досвід Валерій Васильович вже мав у 1975—1976 та 1986—1990 роках зі збірною СРСР. Суперники у групі не були грандами: Польща, Норвегія, Білорусь, Уельс та Вірменія. Перед початком ігор фаворитом розглядали норвежців — учасників останніх чемпіонатів світу та Європи, найкращу команду континенту 1999 року згідно з класифікацією «France Football» та найперспективнішу команду Європи за версією УЄФА.
|  | А ось як ви прорахували, що це слабка група? Одна людина написала: «ось якщо з цієї групи не виходити, то потрібно п'ять Андорр до групи». Дилетант, людина дилетант, яка нічого не розуміє у футболі. Він навіть не знав, що Норвегія була визнана командою №1 у Європі кілька років тому. Він навіть не пам'ятає, що Вірменія, раз підставила підніжку в Києві, два - підніжку в Єревані, - незручний суперник. <...> Простіше, коли дві команди, а решта слабкі. Дві команди змагаються, а інші - Андорри. Але коли боряться п'ять або чотири хороших середнячки, це дуже важка група. |

У першій половині 2000 року ВВЛ зіграв перші два матчі зі збірною України, обидва виїзні і товариські: у березні українці виграли в Болгарії 1:0, а в травні програли англійцям на Вемблі 0:2. Однак сам тренер під час матчів був відсутній, діями команди керував його асистент Володимир Веремієв.
При Лобановському в команді почали регулярно грати такі новачки, як Дмитро Парфьонов, Анатолій Тимощук, Сергій Шищенко та Андрій Воробей, а також дебютували Максим Левицький, Сергій Перхун, Олександр Співак, Артем Яшкін, Сергій Задорожний та інші, повернувся Геннадій Зубов. Натомість закінчили кар'єру у формі «жовто-синіх» Дмитро Михайленко та Сергій Ковальов. Проблему в півзахисті, яка була в команді від часу її заснування, Лобановський вирішив, поставивши Андрія Шевченка на позицію лівого півзахисника — разом з Сергієм Ребровим у нападі грали Олександр Мелащенко або Андрій Воробей. Дмитро Парфьонов, який в своїх клубах грав зазвичай грав в обороні, був переміщений на позицію опорного хавбека, замість нього інколи на поле виходив Сергій Попов.
Насправді Метр відчував серйозний кадровий голод у збірній: травми провідних гравців (особливо голкіперів) — Косовського, Шовковського, Гусіна, Вірта, Левицького, Максимова, Скрипника, Кардаша, Дмитруліна чи Мороза, трагічна загибель перспективного воротаря Сергія Перхуна, різке зниження форми і невідповідність вимогам сучасного футболу зі сторони Коновалова та Михайленка, відсутність ігрової практики у Сергія Реброва поставило «Лобана» не лише перед вимушеною ротацією складу «жовто-синіх», але й перед необхідністю зміни складу «Динамо». «Збірна творилася не на основі „Динамо“, як завжди. У ній виступали футболісти з Києва, Донецька, Лондона, Мілана та Москви. З'являлись вони на передматчевий збір у неоднорідному психофізичному стані. Тренерам доводилось виконувати роль механіків, які готують старенький автомобіль до міжнародного ралі».
Збірна почала відбірковий цикл домашньою поразкою 1:3 від збірної Польщі, незважаючи на статус фаворита. Тим не менш, команда завершила 2000-й рік виїзними перемогами над Вірменією та Норвегією. Українці пішли на зимову паузу, посідаючи друге місце слідом за поляками.
Наступні чотири матчі в групі закінчились нічийними результатами. Після домашньої нічиєї проти Уельсу, вболівальники проводжали футболістів скандуванням «Ганьба! Ганьба!». Різко зменшилась відвідуваність матчів збірної країни — на 83-тисячному «Олімпійському» 30-40 тисяч глядачів не були дуже помітними. Тренера критикували за консерватизм, за те, що він покладався на перевірених гравців, не залучаючи молодь, хоча серед таких голосно про себе заговорив лише Олександр Мелащенко.
Завдяки перемогам над Білоруссю у Мінську та Вірменією у Львові, Україна піднялась на друге місце у відбірній групі. Ситуація перед останнім туром була такою: Польща мала в активі 20 очок та дострокову перемогу в групі, Україна — 16 очок, Білорусь — 15, Норвегія — 7, Уельс — 6, Вірменія — 5. На останній матч групового етапу українці їхали до Польщі. «Жовто-сині» зіграли внічию 1:1 (голи в активі Олісадебе та Шевченка), а підопічні Едуарда Малофєєва програли в Кардіффі з рахунком 1:0, що дозволило збірній України спробу отримати путівку на чемпіонат світу через раунд плей-оф. Норвежці, яких вважали беззаперечним фаворитом, не змогли вибратись з нижньої частини групи та посіли несподіване четверте місце.
Турнірне становище по завершенні відбіркового турніру в 5-й групі зони УЄФА на Чемпіонат Світу 2002 року
| Команда  | M  | В | Н | П | МЗ | МП | О  |
| -------- | -- | - | - | - | -- | -- | -- |
| Польща   | 10 | 6 | 3 | 1 | 21 | 11 | 21 |
| Україна  | 10 | 4 | 5 | 1 | 13 | 8  | 17 |
| Білорусь | 10 | 4 | 3 | 3 | 12 | 11 | 15 |
| Норвегія | 10 | 2 | 4 | 4 | 12 | 14 | 10 |
| Уельс    | 10 | 1 | 6 | 3 | 10 | 12 | 9  |
| Вірменія | 10 | 0 | 5 | 5 | 7  | 19 | 5  |

Жереб звів нашу команду в плей-оф з найважчим суперником, збірною Німеччини.
Перший матч в Києві зібрав справжній аншлаг у вигляді 90 тисяч вболівальників та шаленого скандування «Україна! Україна!» — кожен глядач отримав майку жовтого або синього кольору, завдяки чому чаша «Олімпійського» отримала форму національного прапора. Вже в стартові 10 хвилин український нападник Андрій Воробей мав два виходи тет-а-тет з воротарем Олівером Каном — першого разу м'яч потрапив у штангу, а вдруге команду врятував голкіпер. На 15 хвилині матчу Геннадій Зубов відкрив рахунок після подачі зі штрафного Андрія Шевченка. Однак вже на 31 хвилині Міхаель Баллак зрівняв рахунок. В подальшому як «жовто-сині», так і «бундесманшафт», мали достатньо гольових нагод, однак рахунок 1:1 не змінився. В матчі-відповіді в Дортмунді, німці забили три м'ячі під час стартових 15 хвилин матчу, а поєдинок закінчився з рахунком 4:1.
Андрій Шевченко з 9 голами став найкращим бомбардиром кваліфікаційного раунду на ЧС-2002, зона УЄФА.
Незважаючи на нестабільні виступи, збірна під орудою Лобановського видала серію з 14 матчів без поразок в основний час (+5=9-0), що дотепер є рекордом для національної команди України.

### Останні дні

Надгробок Валерія Лобановського на Байковому кладовищі в Києві

Перший раз серйозні проблеми з серцем виникли у тренера у 1988 році — відтоді під час усіх поїздок Лобановського намагалась супроводжувати дружина Аделаїда. Після повернення із закордону було видно, що фігура у Лобановського вже не є такою підтягнутою, як раніше, позаяк тренер мусив полегшити свої заняття фізкультурою через особливості близькосхідного клімату і солідний вік. Другий інфаркт трапився восени 2001 року — внаслідок цього наставник переніс операцію. В кінці 2001 року Лобановський пропустив усі виїзні ігри «Динамо» у Лізі чемпіонів через гіпертонію і заборону лікарів подорожувати літаками.
7 травня 2002 року Лобановському стало погано під час календарної гри чемпіонату з «Металургом» у Запоріжжі. Тренера госпіталізовано з діагнозом «інсульт» та прооперовано, стан здоров'я оцінено як критичний. Преса, яка регулярно слідкувала за станом здоров'я Лобановського, писала, що надія на поправку ще є, але Валерій Васильович вже не прийшов до тями. Його серце зупинилося 13 травня 2002 року о 20:35. Валерій Лобановський помер в «день народження» київського «Динамо» — рівно 75 років із дня заснування. Фінал європейської Ліги чемпіонів між німецьким Баєр 04 та іспанським Реал Мадрид, який відбувся через 2 дні, розпочали з хвилини мовчання віддаючи шану українському тренеру.
Після такої важкої втрати «Динамо» влітку 2002 року вперше з 1992-го не виграло чемпіонат України, поступившись «Шахтарю» одним пунктом.
На церемонію прощання з видатним тренером, що відбулася 14 травня 2002 року, прибуло чимало важливих персон: Президент України Леонід Кучма, Прем'єр-міністр України Анатолій Кінах, керівник офісу Президента України Віктор Медведчук та інші. Були присутні вихованці та колишні підопічні Лобановського Андрій Шевченко, Сергій Ребров, Володимир Мунтян, Олег Блохін, Олександр Заваров, Ігор Бєланов та інші. Загалом, попрощатися з геніальним наставником прийшло, за різними оцінками, від 60 до 150 тисяч осіб.
Похований на Байковому кладовищі (ділянка № 52а) у Києві. Його надгробок прикрашає колонада, де нанесено напис російською мовою «Ми живі доти, доки про нас пам'ятають» (в оригіналі: «Мы живы до тех пор, пока нас помнят»).
Автор книги «Бесконечный матч» (Москва, 1989).
Пам'ятник тренеру розташований біля входу на стадіон «Динамо». Він був відкритий у травні 2003 року на честь відкриття футбольного турніру ім. Валерія Лобановського.

## Родина
Від професіонала Лобановського розмови про сім'ю можна було почути дуже рідко: вдова — Аделаїда Панкратіївна Лобановська (до шлюбу Омеляненко), 1940 року народження, юристка за освітою (закінчила Київський університет ім. Т. Г. Шевченка) — була домогосподаркою, єдина дитина — донька Світлана, російська філологиня (викладачка російської мови для іноземців), закінчила той же виш. Світлана Лобановська з чоловіком Валерієм Горбиком володіють рестораном. Їх діти Богдан і Ксенія носять прізвище діда.
Батько — Василь Михайлович Лобановський (01.01.1905-1960) походив з родів Лобко (представники чернігівських дворян) та Лобановських (представники польських графів), працював простим робітником (магазинером) на Київському млинзаводі. Брат Василя — Володимир — був викладачем української та російської мов у Харкові. Рід Лобко-Лобановських відомий ще за архівними документами XVIII століття: пращури Петро і Яків служили в Стародубському полку; Яків мав чин сотника, його ім'я було внесено до Новгород-Сіверської дворянської родовідної книги. Надалі гілка поділилася, обравши проживанням Київ і Слобожанщину.
Мати — Бойченко Олександра Максимівна (06.03.1907-1990) — з родини робітників. Її рідний брат — відомий український письменник Бойченко Олександр Максимович.
Брат — Євген Васильович Лобановський (15.08.1927-09.06.1994) був директором інституту Укрдіпроцукор.
Хоча сім'ю він дуже любив, все ж футболу віддавався в першу чергу, чого вимагав і від своїх підопічних. Відомим став випадок, коли очолюючи збірну України, він напередодні гри з Німеччиною у кінці 2001 року не відпустив з бази «збірника» Андрія Гусіна, коли дружина футболіста мала народжувати.

## Політична діяльність

### СРСР
Валерій Васильович висунув свою кандидатуру у державні органи у 1989 році на позачергових виборах до Київського міського національно-територіального округу № 33. В своїй програмі Лобановський:
- Заявляв, що сучасна централізована модель управління фізичною культурою застаріла, та підтримував ідею переходу спортивних клубів у приватну власність
- Критикував радянські промислові монополії за руйнування зовнішнього довкілля
- Критикував діяльність, направлену на захист української мови; хибно стверджував, що українська мова в СРСР ніколи не була дискримінована, натомість вважав, що "побоюючись звинувачень у націоналізмі з боку таких же незрілих "марксистів", чимало чинів партійних і державних закладів принципово відмовлялися від рідної мови"
- Провину за недостатню популярність української мови також покладав на провідних діячів української культури, які нібито не викладали українською "те, чим живе сьогодні світ"

Журналіст Іван Вербицький зазначає, що кандидатура Лобановського була креатурою Володимира Щербицького та була ціною за підтримку Щербицьким Лобановського під час його тренерської роботи в «Динамо» та збірній СРСР; Щербицький, хоч і поступово втрачав свій вплив в Україні, все ще старався імітувати бурхливу діяльність. Зрештою Лобановський заняв лише третє місце, програвши кандидату від Народного руху України Володимиру Черняку. 

### Україна
Напередодні парламентських виборів в 1998 році вступив в «СДПУ(о)». Того ж року на виборах мера Києва публічно підтримав кандидатуру Григорія Суркіса.

## Громадянська позиція
– Друзі батька часто гостювали у вас вдома. Ви запам'ятали щось особливе?
– Валерій Васильович мав улюблений тост: «Вип'ємо за те, завдяки чому, незважаючи ні на що». Всі добре розуміли, про що йдеться. Спротив, який цим двом однодумцям [Лобановському та Базилевичу] доводилося долати, був, насправді, дуже великим.
– Постійна боротьба із системою?

– Це доля шістдесятників. Не буду втомлювати перерахунком постатей з різних галузей, але тоді було всім непросто. Це не лише спортсмени чи поети, це також ті, які промисловість підіймали, працювали у мистецтві та науці.
Представник української діаспори в США Тарас Яворський в одному з інтерв'ю згадав епізод з матчу збірної СРСР на Олімпійських іграх в Монреалі — коли під час виконання радянського гімну група української діаспори, яка налічувала біля півтори тисячі чоловік, стоячи за кілька метрів від лави запасних збірної СРСР, заспівала «Ще не вмерла Україна», то Лобановський обережно за спиною показав їм палець вгору, а після гри тренери і гравці збірної СРСР підійшли до їхнього сектору і подарували їм сувеніри.
За спогадами багаторічного працівника донецького «Шахтаря» Володимира Ткаченка, Лобановський та Базилевич возили з собою спідолу для того, щоби слухати «Голос Америки».
Лобановський вважався російськомовною людиною та давав інтерв'ю саме російською. Тим не менш, колишній гравець київського «Динамо» Олександр Гій (грав за клуб у 1983—84 рр.) згадував епізод, коли Лобановський під час першої особистої бесіди з ним зустрів його українською мовою. Згідно зі спогадами Гія, українською мовою в команді також розмовляли Василь Рац, Сергій Райко та Андрій Баль, і жодних зауважень через це в команді ні в кого, в тому числі в Лобановського, не було.
Микола Вересень згадував: «було то чи в 89-му, чи 90-му... мої очі це бачили: Лобановський, якогось х*ра... ще ж Радянський Союз був, хоч вже добігав кінця, але партія ще веде... тут Лобановський каже: форма [київського «Динамо»] буде жовто-блакитною». Згодом за сприяння президента клубу Віктора Безверхого форма у стилі національних кольорів стала офіційною.
У січні 2002, на запитання про ставлення до іноземних фахівців в українському футболі, Лобановський, відповідаючи на питання, сказав: «Ми намагаємося потрапити в Європу, і рано чи пізно це станеться. І якщо зараз у Європі існує вільне пересування робочої сили, єдина валюта — що тут поганого?»

На Кубку Співдружності взимку 2002 року, під час фуршету після церемонії відкриття, російський тренер Борис Ігнатьєв під час однієї суперечки заявив: «Та спитайте у Васильовича, він стільки років на радянський футбол працював!». На що Лобановський відповів: «Тільки не треба приклеювати до мене ваш націоналізм! Я жодного дня не працював на радянський футбол. Бо я працював на футбол, просто — на фут-бол! Як на гру, як на саму ідею. А вам би все — радянський, антирадянський…».
Під час зустрічі з журналістами в березні 2002 року, на запитання про те, якій партії він симпатизує перед парламентськими виборами і чи є він членом якоїсь партії, Лобановський відповів, що займаються вони в Конча-Заспі зовсім іншим, а не політикою, а йому самому лише цікаво спостерігати, як ті чи інші учасники майбутніх виборів намагаються очорнити один одного. Під час виборів деякі ЗМІ поширювали неправдиву інформацію про те, що Лобановський переміг у мажоритарному окрузі № 97, набравши приблизно 56 % голосів, і що в парламенті він може увійти у фракцію Комуністичної партії України. Лобановський цю інформацію заперечив та зазначив, що сприйняв ситуацію з гумором.
Марія Устименко, тітка (молодша сестра батька) Аделаїди, мала близькі стосунки з сім'єю Лобановських. У інтерв'ю, взятому через декілька тижнів після смерті Лобановського, вона сказала: «Його на Байковім кладовищі поховають. Там, де відомі люди лежать. Він і тут має бути на передовій, як у житті. Герой України — високе звання. На перше місце ставив честь і славу України». У 2016 році, на презентації фільму «Лобановський назавжди» (на якому були присутні тодішній Президент України Петро Порошенко, а також попередні президенти Віктор Ющенко та Леонід Кравчук), донька Лобановського Світлана згадала його життєве кредо: «Спочатку Батьківщина, потім думай про себе».
В 2002 році, підбиваючи підсумки життя та кар'єри Лобановського, головний редактор газети «День» Лариса Івшина охарактеризувала його як «непоказного патріота», який привів київське «Динамо» до перемог, які в часи радянської влади були справжньою «фрондою» Москві. «Було б дуже дивно, якби Лобановський сказав: „Знаєте, я патріот!“ Проте, життя з глибоким внутрішнім почуттям власної гідності робила його дуже затребуваним. <…> Перемоги „Динамо“ — несказане самозатвердження нації. Лобановський дуже переживав, коли в незалежній Україні справи пішли не так добре. Особистості такого масштабу відчувають це особливо гостро. За глибиною українськості я б порівняла його з Анатолієм Солов'яненком. Люди такого класу дуже багато зробили для поширення доброго імені України в усьому світі і під час Союзу, і після».

## Лобановський про еволюцію футболу

### Про моделювання гри
Футбол не стоїть на місці і тренувальний процес вибудовується виходячи з того як розвивається гра. Тренувальний процес треба моделювати, а на заняттях програвати фрагменти майбутніх дій на полі.
За Лобановським, в наш час зіграність — застаріле поняття. Кожен гравець виходить і робить те що потрібно в цей час. Як він це зробить — залежить від його майстерності, підготовки і вміння проявити себе. Але структура гри, тактика не повинні страждати від того хто виступає в конкретний момент у ролі виконавця.

### Про тотальний футбол
Лобановський вважав, що в 1958 році, на чемпіонаті світу бразильці зробили революцію у футболі почавши грати за системою 4-2-4. На наступному чемпіонаті світу вони ж запропонували схему 4-3-3. Потім у Англії на ЧС-66 з'явилась система 4-4-2.
І раптом 1974 року на ЧС в Німеччині знову революція — тотальний або колективний футбол, який продемонструвала збірна Нідерландів. На думку тренера, тотальний футбол можна порівняти з «золотою жилою», яка себе ще далеко не вичерпала.
Надалі революційний процес у футболі змінився еволюцією: вдосконалюється тактика, випробуються різноманітні співвідношення гравців, використовується різна кількість захисників. Проте в сучасному футболі, на думку Лобановського, всі футболісти повинні встигати грати і в атаці, і в обороні, і не просто грати, а діяти корисно і ефективно. «Зараз ми говоримо про так звану „розумну“ універсалізацію. Що я маю на увазі? Ну, наприклад, ми не поставимо, нападника Шевченка на місце правого захисника. Але якщо він потрапить у цю зону, то повинен вміти зіграти і там. А майбутнє, я вважаю, взагалі за повною універсалізацією»
Як приклад універсалізації футболіста Лобановський наводив гру Матіаса Заммера на ЧЕ-96 року, коли німці стали чемпіонами, а номінальний захисник Заммер встигав грати і в обороні, і організовувати атаки, і брати участь у їх завершенні. При цьому Лобановський критикував модель гри англійця Алана Ширера та бразильця Роналду які грають виключно в атаці і практично не беруть участі в організації гри команди, а тим паче в обороні
Лобановський вважав, що в майбутньому не буде власне форвардів і захисників, натомість підвищиться інтенсивність гри. На його думку, вже сьогодні гравці повинні блискавично приймати рішення, бути універсалами, спринтерами, а команда — володіти високою колективною швидкістю і вмінням застосовувати різні моделі гри, різні тактичні схеми. На думку Лобановського, всі елементи гри прораховуються. «Все є число», — цитував тренер Піфагора. Це можна віднести до будь-чого від економіки до футболу. За Лобановським — все число і все прораховується. Дистанція, яку треба пробігти за тренування, кількість передач, ударів. Найкращі модельні показники провідних команд світу відомі і футболісти повинні прагнути досягнути цих показників.
Лобановський переконував, що випадковості у грі немає: «Випадковостей не буває. Випадковість теж вияв певної закономірності. Якої? Нехай тренери і журналісти спробують зрозуміти».
За Лобановським, єдине мірило класу гри команди — гра у європейських турнірах. При цьому Лобановський відзначав, що понад усе його цікавить процес вдосконалення гри команди, процес розвитку футболу, а своє завдання як тренера він бачить в створенні конкурентоздатної команди: «Мене перш за все цікавить процес, вдосконалення. Якщо воно йде, то будуть і пам'ятні матчі і улюблені гравці»
Лобановський вважав, що еволюцію футболу визначають не стільки гравці-зірки, скільки команди-зірки. На його думку, зіркові гравці часто виїжджають на старому багажі і не прагнуть вдосконалювати свою гру. «А нове у сучасному футболі — значить швидше, інтенсивніше, важче. Людям, у котрих багато грошей, все це просто не потрібно», — говорив Лобановський.
Окрім того, на думку Лобановського, вивести гравця на рівень модельних показників футболіста-зірки набагато простіше у команді-зірці.

### Про роль організації в футболі
За Лобановським важливим фактором у сучасному футболі є рівень організації роботи клубу, федерації і чемпіонату. За його словами, «не можна вимагати від футболістів сучасної гри, а знаходитись на організаційному рівні позавчорашнього дня»
Лобановський відзначав, що навіть у радянські часи чи не головною перевагою Динамо (Київ) була краща організація роботи клубу, адже в плані матеріального забезпечення і тим паче грошей у Москві завжди було краще.
Натомість у Києві краще була поставлена організація справи. На серйознішому рівні була поставлена селекційна робота, створена сучасна система управління, працював інформаційний відділ. У клубі слідкували за розвитком футболу у Європі. Спеціально виписувались іноземні футбольні видання — Shoot, Kicker і France Football. Доводилось добиватись, щоб на них виділяли валюту. Окрім того, у клубі уважно слідкували за професійними дискусіями провідних футбольних фахівців у Європі.
Лобановський особливо відзначав, що «без журналістів не може йти розвиток футболу. Вони можуть або гальмувати процес, або рухати його вперед»
Цікаві факти про легендарного тренера

### Про гроші
Важливим фактором в житті футболу залишаються матеріальні ресурси, гроші. Проте, за словами Лобановського: «все залежить від того, куди ці долари вкладаються. Можна їх розтринькати, а можна пустити на розвиток футболу на виховання своїх гравців, створення власної матеріально-технічної бази». «В грошах теж потрібна міра. Коли люди отримують надто багато, від них стає важче вимагати. Сьогодні проблема світового та європейського футболу в тому, що винагорода і ціна гравців випереджають їх реальну вартість», — говорив Лобановський. На його думку, «головне — мотивація. Як тільки у гравців закінчується мотивація, працювати неможливо»

## Статистика виступів

### Клубна
| Клуб              | Сезон             | Чемпіонат | Чемпіонат | Кубок | Кубок | Всього | Всього |
| Клуб              | Сезон             | Ігри      | Голи      | Ігри  | Голи  | Ігри   | Голи   |
| ----------------- | ----------------- | --------- | --------- | ----- | ----- | ------ | ------ |
| Динамо            | 1959              | 10        | 4         | -     | -     | 10     | 4      |
| Динамо            | 1960              | 29        | 12        | 1     | 0     | 30     | 12     |
| Динамо            | 1961              | 28        | 10        | 1     | 0     | 29     | 10     |
| Динамо            | 1962              | 30        | 8         | 1     | 0     | 31     | 8      |
| Динамо            | 1963              | 38        | 8         | -     | -     | 38     | 8      |
| Динамо            | 1964              | 9         | 0         | -     | -     | 9      | 0      |
| Всього            | Всього            | 144       | 42        | 3     | 0     | 147    | 42     |
| Чорноморець       | 1965              | 28        | 10        | -     | -     | 28     | 10     |
| Чорноморець       | 1966              | 31        | 5         | 4     | 5     | 35     | 10     |
| Всього            | Всього            | 59        | 15        | 4     | 5     | 63     | 20     |
| Шахтар            | 1967              | 32        | 9         | 2     | 1     | 34     | 10     |
| Шахтар            | 1968              | 18        | 5         | 1     | 1     | 19     | 6      |
| Всього            | Всього            | 50        | 14        | 3     | 2     | 53     | 16     |
| Всього за кар'єру | Всього за кар'єру | 253       | 71        | 10    | 7     | 263    | 78     |

## Титули та досягнення

### Гравець
- Чемпіон СРСР: 1961
- Віце-чемпіон СРСР: 1960
- Володар Кубка СРСР: 1964
- Капітан Олімпійської збірної СРСР 1962/64, зіграв 2 гри відбіркового турніру 1964.

#### Особисті досягнення
- Найкращий футболіст України: 1962, 1963
- у списку «33 найкращих» — 2 рази (двічі під № 2: 1960 та 1962)

### Тренер

#### СРСР
- Чемпіон СРСР (8): 1974, 1975, 1977, 1980, 1981, 1985, 1986, 1990
- Кубок СРСР (6): 1974, 1978, 1982, 1985, 1987 і 1990
- Переможець першості всесоюзного товариства «Динамо» (1): 1987
- Суперкубок СРСР (3): 1981, 1986, 1987
- бронзовий призер футбольного турніру Спартакіади народів СРСР: 1979

#### Україна
- Чемпіон України (5): 1997, 1998, 1999, 2000 та 2001
- Кубок України (3): 1998, 1999, 2000

#### Міжнародні

##### Світ
- учасник чемпіонату світу: 1986 та 1990
- Бронзовий олімпійський призер: 1976

##### Європа
- Віце-чемпіон Європи: 1988
- Кубок володарів кубків УЄФА (2): 1975 та 1986
- Суперкубок Європи: 1975
- Півфіналіст Кубку європейських чемпіонів/Ліги чемпіонів УЄФА: 1976/1977, 1986/1987, 1998/1999
- Чвертьфіналіст Кубку європейських чемпіонів/Ліги чемпіонів УЄФА: 1975/1976, 1981/1982, 1982/1983, 1997/1998

##### Азія
- Кубок націй Перської затоки: 1996
- Бронзовий призер Азійських ігор: 1994

##### СНД
- Кубок Співдружності (3): 1997, 1998, 2002

#### Особисті досягнення
- Найкращий тренер в історії футболу — 1 з 5 тренерів[70], котрі ввійшли в 10 найкращих за версією France Football, World Soccer та ESPN[71]
  - 6 місце (World Soccer)[72][73]
  - 6 місце (France Football)[74][75][76]
  - 8 місце (ESPN)[77]
  - 10 місце (FourFourTwo)[78]
- Найкращий тренер 20-го століття — 8 місце (France Football)[79]
- Найтитулованіший тренер 20-го століття, за оцінкою FourFourTwo (30 трофеїв)[5]
- 20 найкращих тренерів в історії — 14 місце (GiveMeSport)[80]
- 10 найкращих тренерів в історії європейського футболу за версією УЄФА[81]
- Найкращий футбольний тренер 1990-х років — 18 місце (FourFourTwo)[82]
- Клубний тренер року у світі (версія IFFHS): 
  - 4 місце: 1997
  - 6 місце: 1998
  - 9 місце: 1999
- Тренер року в Європі — 5 місце 1999 (El País)[83]
- Тренер сезону в Україні (5): 1996/97—1999/00, 2001/02 (посмертно)

### Нагороди та шана
«Така вона, гра» (1976) — художній фільм, у якому прототипом головного героя був Лобановський. (Режисери: Володимир Попков, Микола Малецький)

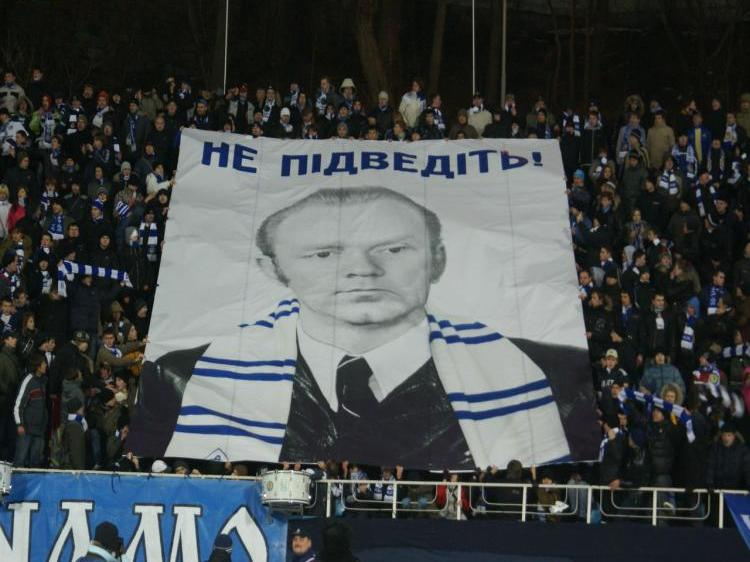
Валерій Лобановський на банері уболівальників Динамо (Київ), 2 березня 2008

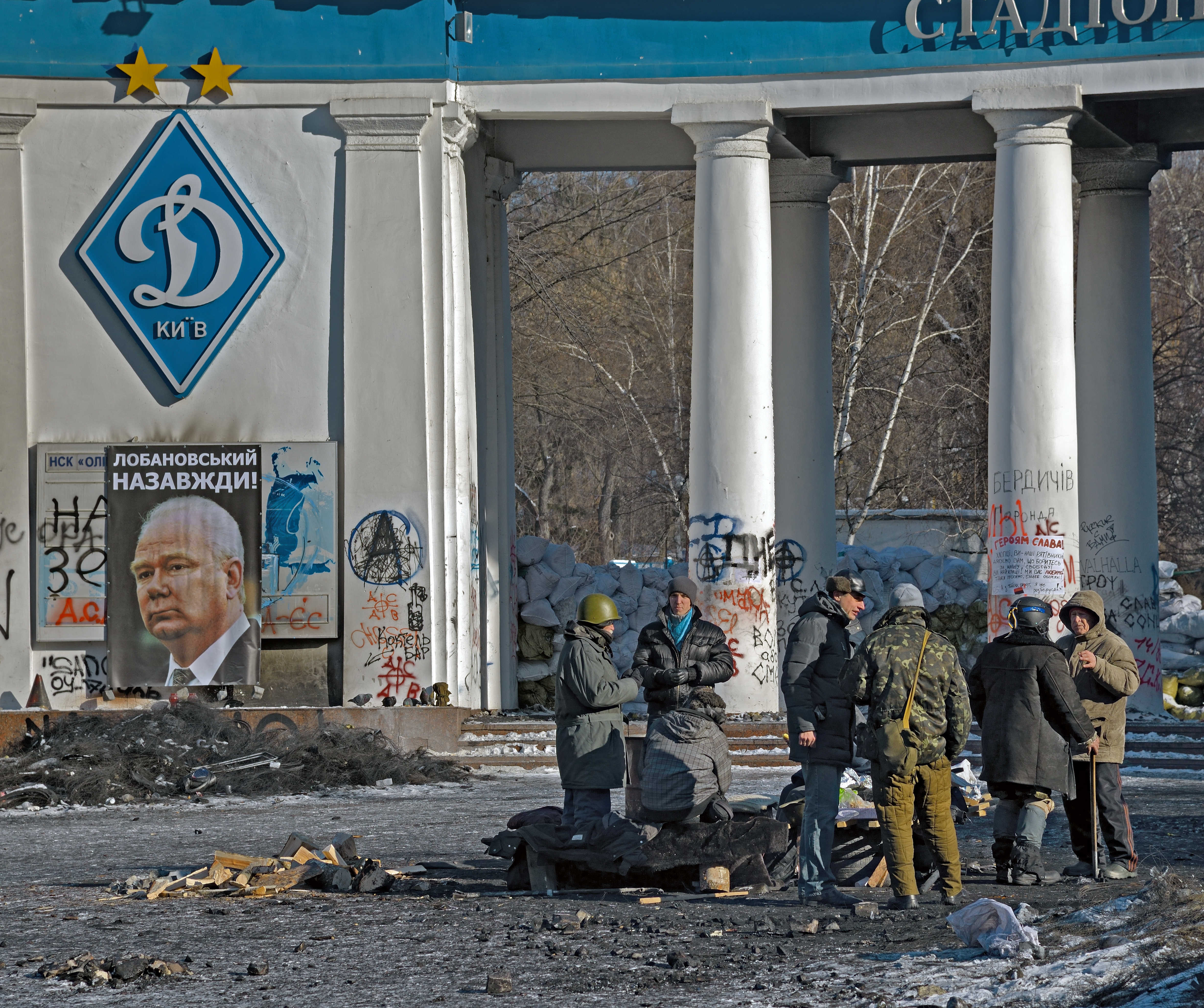
Портрет Лобановського на Головному вході стадіону під час Євромайдану 2014

Нагороджений орденом «За заслуги» ІІ ступеня. Посмертно нагороджений найвищим державним званням «Герой України» і Рубіновим Орденом УЄФА за внесок у розвиток футболу. У травні 2002 року його ім'я присвоїли київському стадіону «Динамо».
У 2003 році нагороджений орденом ФІФА «За заслуги» за значний внесок у розвиток світового футболу.
У 2008 році Валерій Лобановський посів 6 місце серед найвизначніших українців усіх часів у проєкті «Великі українці». Тренер опинився попереду таких історичних постатей, як Вячеслав Чорновіл, Григорій Сковорода, Іван Франко чи Михайло Грушевський
2014 року під час Революції Гідності Валерія Лобановського проголосили[хто?] Почесним учасником Майдану[джерело?].

## Хронологія клубної роботи

### Радянський Союз
| Клуб                       | Сезон        | Чемпіонат                                                                | Кубок                        | Єврокубки                    | Підсумки сезону |
| -------------------------- | ------------ | ------------------------------------------------------------------------ | ---------------------------- | ---------------------------- | --- |
| «Дніпро» (Дніпропетровськ) | 1968         | 3 місце (підгрупа 2 групи 2 класу «А»)                                   |                              | —                            | Перший сезон Лобановського у ранзі тренера |
| «Дніпро» (Дніпропетровськ) | 1969         | 1 місце (підгрупа 3 групи 2 класу «А») 2 місце (фінал групи 2 класу «А») | попередній етап              | —                            | Перемога в зональній групі дозволила вийти до новоствореної 1 групи класу «А» (другої ліги за рангом). |
| «Дніпро» (Дніпропетровськ) | 1970         | 3 місце (1 група класу «А»)                                              | 1/64 фіналу                  | —                            | Перша група класу «А» була перейменована в Першу лігу. |
| «Дніпро» (Дніпропетровськ) | 1971         | 1 місце (1 ліга)                                                         | 1/16 фіналу                  | —                            | Вихід до вищої ліги. |
| «Дніпро» (Дніпропетровськ) | 1972         | 6 місце                                                                  | 1/8 фіналу                   | —                            | Перший турнір у елітному дивізіоні. |
| «Дніпро» (Дніпропетровськ) | 1973         | 8 місце                                                                  | 1/2 фіналу                   | —                            | Впевнена гра новачка і домашня перемога «Дніпра» над «Динамо» (Київ) переконала керівництво киян у високій кваліфікованості Лобановського |
| «Динамо» (Київ)            | 1973         | 2 місце                                                                  | Фінал                        | 1/4 фіналу Кубка чемпіонів   | Дебют у ранзі тренера «Динамо» у жовтні 1973 року. На ситуацію в чемпіонаті Лобановський не міг ніяк вплинути — єреванський «Арарат» не збирався оступатися. Фінал Кубку СРСР та 1/4 фіналу Кубку чемпіонів були програні ще під керівництвом тренера Севідова.                               |
| «Динамо» (Київ)            | 1974         | Чемпіон                                                                  | Кубок                        | 1/8 фіналу Кубка УЄФА        | До тренерського штабу Валерія Лобановського приєднується Олег Базилевич. Асистентами головного тренера стають Олександр Петрашевський і Анатолій Пузач. Перший «дубль» (перемога у чемпіонаті та Кубку) «динамівців» з 1966 року.                                                             |
| «Динамо» (Київ)            | 1975         | Чемпіон                                                                  | 1/4 фіналу                   | Кубок кубків Суперкубок УЄФА | Уперше радянський клуб виграє європейський клубний турнір. Призначення Валерія Лобановського головним тренером збірної СРСР. Видання «Франс футбол» визнає киянина Олега Блохіна найкращим футболістом Європи.                                                                                |
| «Динамо» (Київ)            | 1976 (весна) | 8 місце                                                                  | (розіграш закінчився восени) | 1/4 фіналу Кубка чемпіонів   | Основу збірної складають кияни. Весняну першість «Динамо» зіграло напівзапасним складом — головною метою була підготовка до міжнародних турнірів (Кубок чемпіонів, Чемпіонат Європи та Олімпійські ігри). Виліт «Динамо» з Кубка чемпіонів і збірної з Кубка Європи                           |
| «Динамо» (Київ)            | 1976 (осінь) | 2 місце                                                                  | 1/4 фіналу                   | —                            | Перший успіх Лобановського на посаді наставника збірної — бронзові медалі Олімпійських ігор 1976 в Монреалі. ВВЛ йде з посади наставника збірної. Відхід з клубу тренерів Олега Базилевича та Олександра Петрашевського                                                                       |
| «Динамо» (Київ)            | 1977         | Чемпіон                                                                  | 1/4 фіналу                   | 1/2 фіналу Кубка чемпіонів   | Одним з тренерів призначено Володимира Комана. Кияни чудово провели першість СРСР — лише 1 поразка за 30 ігор (рекорд клубу). Вперше київське «Динамо» проходить до півфіналу Кубку європейських чемпіонів.                                                                                   |
| «Динамо» (Київ)            | 1978         | 2 місце                                                                  | Кубок                        | 1/32 фіналу Кубка УЄФА       | Досить вдалий сезон — срібні медалі та перемога у Кубку країни. В Кубку УЄФА в 1/32 фіналу команду несподівано зупиняє німецький клуб «Айнтрахт». |
| «Динамо» (Київ)            | 1979         | 3 місце                                                                  | 1/4 фіналу                   | 1/8 фіналу Кубка чемпіонів   | Травми ключових гравців та відсутність нових тактичних ідей не дозволили киянам стабільно та успішно пройти весь сезон. |
| «Динамо» (Київ)            | 1980         | Чемпіон                                                                  | 1/2 фіналу                   | 1/8 фіналу Кубка УЄФА        | Київський колектив повертає собі титул чемпіона. Лобановський все ще шукає новий оптимальний склад команди — більшість колишніх володарів Кубка кубків вже завершили кар'єру. |
| «Динамо» (Київ)            | 1981         | Чемпіон                                                                  | 1/4 фіналу                   | 1/32 фіналу Кубка УЄФА       | Повторення успіху в першості Союзу. Найближчий суперник — московський «Спартак» відстав на 7 очок. |
| «Динамо» (Київ)            | 1982         | 2 місце                                                                  | Кубок                        | 1/4 фіналу Кубка чемпіонів   | Збірна СРСР невпевнено виступає на чемпіонаті світу у Іспанії. Керівництво радянського футболу знову довіряє Лобановському збірну. Після завершення сезону ВВЛ передає повноваження наставника київського клубу Юрію Морозову                                                                 |
| «Динамо» (Київ)            | 1984         | 10 місце                                                                 | 1/8 фіналу                   | 1/32 фіналу Кубка УЄФА       | Повернення Лобановського після річної перерви. Одним з його помічників стає Віктор Колотов. Найгірше місце «Динамо» у першості за останні 34 роки. Загроза звільнення. Під кінець сезону проходить нарада футбольного колективу з Валерієм Васильовичем. Гравці повністю підтримують тренера. |
| «Динамо» (Київ)            | 1985         | Чемпіон                                                                  | Кубок                        | —                            | До тренерського штабу «Динамо» включено Володимира Веремєєва. Саме цей склад тренерів: Веремєєв, Пузач і Колотов пропрацює з Лобановським аж до 1990 року. Команда виграє «дубль» — остаточно сформувався колектив, який наступного року здобуде Кубок володарів кубків.                      |
| «Динамо» (Київ)            | 1986         | Чемпіон                                                                  | 1/8 фіналу                   | Кубок кубків                 | Перемога у Кубку кубків. Валерія Васильовича втретє призначають тренером збірної. Основу команди СРСР на чемпіонаті світу в Мексиці складають кияни. «Динамівець» Ігор Бєланов отримує «Золотий м'яч».                                                                                        |
| «Динамо» (Київ)            | 1987         | 6 місце                                                                  | Кубок                        | 1/2 Кубка чемпіонів          | Гравці знизили вимоги до себе. Всю другу половину чемпіонату пропустив Олександр Заваров — плеймейкер, без якого команда виглядала значно повільнішою. За кордон виїхав найкращий бомбардир клубу в історії Олег Блохін.                                                                      |
| «Динамо» (Київ)            | 1988         | 2 місце                                                                  | 1/8 фіналу                   | 1/16 Кубка чемпіонів         | Дуже виснажливий сезон. «Динамівці» є фундаментом збірної СРСР на чемпіонаті Європи у ФРН. Найвище досягнення Лобановського на посаді наставника збірної — срібло чемпіонату Європи. Вигідним трансфером стає продаж Заварова «Ювентусу».                                                     |
| «Динамо» (Київ)            | 1989         | 3 місце                                                                  | 1/2 фіналу                   | —                            | «Перестройка» торкається і футбольного господарства — створено Акціонерний футбольний клуб «Динамо». |
| «Динамо» (Київ)            | 1990         | Чемпіон                                                                  | Кубок                        | 1/8 Кубка УЄФА               | Останній сезон Лобановського у радянському футболі. Зберігши вірність власним тренерським концепціям, він знову будував збірну для ЧС-1990 з київських гравців. Така ставка себе не виправдала і команда СРСР не вийшла з групи.                                                              |

### Україна
| Клуб            | Сезон   | Чемпіонат | Кубок       | Єврокубки                                          | Підсумки сезону |
| --------------- | ------- | --------- | ----------- | -------------------------------------------------- | --- |
| «Динамо» (Київ) | 1996/97 | Чемпіон   | 1/8 фіналу  | Кваліфікація Ліги чемпіонів 1/32 фіналу Кубка УЄФА | Повернення до Києва. Помічниками Лобановського стають Анатолій Пузач та Олексій Михайличенко. |
| «Динамо» (Київ) | 1997/98 | Чемпіон   | Кубок       | 1/4 фіналу Ліги чемпіонів                          | У нападі команди особливо вирізняються Ребров та юний Шевченко. Перемога над «Барселоною» у Лізі чемпіонів із загальним рахунком 7-0. Вихід до чвертьфіналу Ліги чемпіонів. |
| «Динамо» (Київ) | 1998/99 | Чемпіон   | Кубок       | 1/2 фіналу Ліги чемпіонів                          | В Україні жоден клуб не може скласти конкуренцію «динамівцям». Півфінал Ліги чемпіонів залишається найвищим досягненням українського клубного футболу і досі. |
| «Динамо» (Київ) | 1999/00 | Чемпіон   | Кубок       | 2-ий груповий етап Ліги чемпіонів                  | Продаж Шевченка, Лужного та Реброва до західних клубів. «Динамо» зупиняється за крок від чвертьфіналу Ліги чемпіонів. Третій підряд золотий «дубль» (перемога в чемпіонаті і в Кубку країни) — такого ще не досяг жоден клуб в пострадянському просторі. Після чергової невдачі збірної у плей-оф Лобановському запропонували очолити збірну України. Він погодився.                                              |
| «Динамо» (Київ) | 2000/01 | Чемпіон   | 1/16 фіналу | 1-ий груповий етап Ліги чемпіонів                  | «Динамо» продовжує курс на купівлю легіонерів (Шацьких, Деметрадзе, Пеєв, Чернат тощо). «Динамо» стає європейським середняком і вже не претендує на найвищі місця в Європі. В Україні у киян виріс конкурент — донецький «Шахтар». З перевагою в 1 очко київський клуб здобуває четвертий підряд титул чемпіона. В Кубку України в першому раунді «біло-синіх» несподівано зупиняє нижчоліговий «Спартак» (Суми). |
| «Динамо» (Київ) | 2001/02 | 2 місце   | Фінал       | 1-ий груповий етап Ліги чемпіонів                  | Збірна України програє у плей-оф Німеччині — майбутньому віцечемпіону світу. ВВЛ подає у відставку з посади наставника збірної. Весь сезон «Шахтар» і «Динамо» йдуть пліч-о-пліч у чемпіонських перегонах. Ключовою стає поразка від «гірників» за 2 тури до кінця першості — тоді Лобановського вже не було серед живих.                                                                                         |

## Галерея

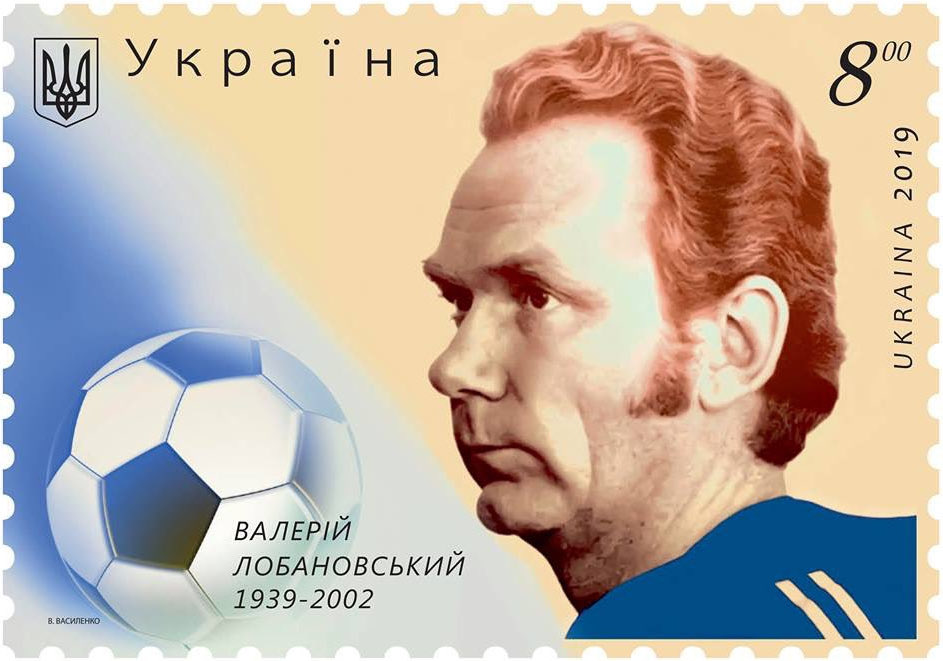
Поштова марка «Валерій Лобановський. 1939-2002». 2019 рік
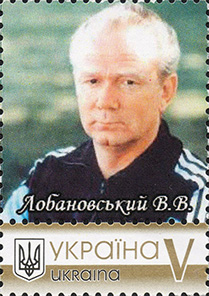
Поштова марка персоніфікована «Валерій Лобановський». 2019 рік
Пам'ятник Валерію Лобановському на території стадіону "Динамо" ім. В. Лобановського в Києві.

### Відеоматеріали
- Інтерв'ю з В.Лобановським. Осінь 1997 р. Ч.1. [Архівовано 30 грудня 2019 у Wayback Machine.](рос.)
- Інтерв'ю з В.Лобановським. Осінь 1997 р. Ч.2. [Архівовано 27 травня 2015 у Wayback Machine.](рос.)